# Bernat I de Saxònia-Meiningen
Bernat I de Saxònia-Meiningen (en alemany Bernhard I von Sachsen-Meiningen) va néixer a Gotha (Alemanya) el 10 de setembre de 1649 i va morir a Meiningen el 27 d'abril de 1706. Era fill del duc Ernest I de Saxònia-Gotha-Altenburg (1601-1675) i de la princesa Elisabet Sofia de Saxònia-Altenburg (1619-1680).
Va ser el primer duc de Saxònia-Meiningen, sorgit de la partició del ducat de Saxònia-Gotha entre les set fils d'Ernest I, que fins al 1680 van governar conjuntament. A Bernat li van correspondre el dominis de Meiningen, Wasungen, Salzungen, Untermassfeld, Frauenbreitungen i Ichtershausen, i tot seguit v aemprendre la construcció de la seva residència oficial a Meiningen. Acabada el 1692 la va anomenar Schloss Elisabethenburg, en honor de la seva segona dona. El ducat de Saxònia-Meiningen va subsistir fins al 1918.

## Matrimoni i fills
El 20 de novembre de 1671 es va casar, a Gotha, amb Maria Hedwig de Hessen-Darmstadt (1647-1680), filla de Jordi II de Hessen-Darmstadt (1605-1661) i de Sofia Elionor de Saxònia (1609-1671). El matrimoni va tenir set fills:
- Ernest Lluís (1672-1724), casat primer amb Dorotea de Saxònia-Gotha (1674-1713), i després amb Elisabet Sofia de Brandenburg (1674-1748).
- Bernat (1673-1694)
- Joan Ernest (1674-1675)
- Maria Elisabet, nascuda i morta el 1676
- Joan Jordi (1677-1678)
- Frederic Guillem (1679-1746)
- Jordi Ernest (1680-1699)

En morir la seva dona, Bernat I es va tornar a casar el 25 de gener de 1681, a Schningen, amb Elisabet Elionor de Brünsvic-Wolfenbüttel (1658-1729), filla del duc Antoni Ulric (1633-1714) i d'Elisabet Juliana de Schleswig-Holstein-Sonderburg-Norburg (1634-1704). Fruit d'aquest segon matrimoni en nasqueren cinc fills més: 
- Elisabet Ernestina (1681-1766), abadessa de Gandersheim.
- Elionor Frederica (1683-1739)
- Antoni August, nascut i mort el 1684.
- Guillemina Lluïsa (1686-1753), casada amb el duc Carles de Wurtemberg-Bernstadt, (1682-1745).
- Antoni Ulric (1687-1763), casat amb Carlota Amàlia de Hessen-Philippsthal (1730-1801)